# Amphitretidae
Amphitretidae  Hoyle, 1886 è una famiglia di molluschi cefalopodi appartenente all'ordine degli Octopoda.

## Descrizione
È una famiglia di octopodi mesopelagici caratterizzata da una singola fila di ventose su ogni braccio (disposizione uniseriale), un corpo gelatinoso e occhi non emisferici; in particolare gli occhi sono di forma tubulare in Amphitretus, più o meno compressi lateralmente in Bolitaeninae e Vitreledonellinae. Le specie di questa famiglia sono prive di tasca del nero.

## Distribuzione e habitat
La famiglia ha una distribuzione cosmopolita essendo presente in tutti i mari e gli oceani..

## Tassonomia
La famiglia è suddivisa in 3 sottofamiglie, in precedenza considerate come famiglie a sé stanti (Bolitaenidae, Amphitretidae e Vitreledonelidae).
- Sottofamiglia Amphitretinae Hoyle, 1886
  - Amphitretus Hoyle, 1885
- Sottofamiglia Bolitaeninae Chun, 1911
  - Bolitaena Steenstrup, 1859
  - Japetella Hoyle, 1885
  - Dorsopsis Thore, 1949 (taxon inquirendum)
- Sottofamiglia Vitreledonellinae G. C. Robson, 1932
  - Vitreledonella Joubin, 1918